# Power Rangers Dino Thunder
Power Rangers Dino Thunder è una serie TV americana appartenente al franchise Power Rangers, di cui costituisce la decima serie.
La serie è prodotta dalla BVS Entertainment e trasmessa dal 14 febbraio al 20 novembre del 2004 su ABC Family, e vede il ritorno di Jason David Frank nei panni di Tommy Oliver (uno dei protagonisti delle prime stagioni) e la trasmissione del 500º episodio del franchise, in cui viene riassunta la storia delle stagioni passate con spezzoni d'archivio.
Come la prima stagione di Mighty Morphin Power Rangers anche Dino Thunder utilizza il footage di una serie di Super sentai basata sui dinosauri come simboli dei protagonisti (in questo caso si tratta di Bakuryū Sentai Abaranger realizzata nel 2003).
In Italia la serie è approdata il 17 ottobre 2005 sul canale satellitare Jetix e in chiaro su K2 dal 15 giugno 2009.

## Trama
Ormai trentenne, Tommy Oliver, il più longevo dei Power Ranger, si dedica all'insegnamento della paleontologia in un liceo di Reefside (California). Una serie di eventi fanno avvicinare tre suoi alunni (il calciatore Conner McKnight, il genio del computer Ethan James e la cantante Kira Ford) alle Dino Gemme, pietre dotate di superpoteri che Oliver nasconde in una base computerizzata sotto la sua casa.
Quando Oliver scopre che le Gemme sono entrate a contatto con il DNA dei tre ragazzi ne racchiude i poteri in Morpher che permettono ai ragazzi di diventare dei combattenti. In seguito anche Tommy, dopo avere trovato la Dino Gemma Nera Dell'Invisibilità, ritornerà a essere un Power Ranger. Poco dopo un altro amico dei ragazzi Trent diverrà un Power Ranger, per una prima parte nemico dei Ranger a causa della parte malvagia della sua DinoGemma, per poi unirsi alla squadra.
Con l'aiuto di Tommy e di altri alleati i tre ragazzi combatteranno il terribile e tirannico scienziato pazzo Mesogog che, con l'aiuto dei suoi generali Elsa e Zeltrax e dei mutanti creati da esperimenti genetici, intende riportare la Terra all'epoca dei dinosauri.
Altri alleati dei Ranger sono Hayley Ziktor, consulente e esperta dei computer la quale fornirà varie attrezzature ai ragazzi per combattere i mostri, e Anton Mercer, uno scienziato vecchio amico di Tommy e alter ego di Mesogog, creatore dei DinoZord.

## Episodi
| Stagione       | Episodi | Prima TV USA | Prima TV Italia |
| -------------- | ------- | ------------ | --------------- |
| Prima stagione | 38      | 2004         | 2005            |

## Personaggi e interpreti

### Rangers
- Conner McKnight, interpretato da James Napier, doppiato da Stefano Crescentini.
Red Dino Ranger; potere del tirannosauro/Ranger del Potere Triassico (grazie al quale ottiene un potere immenso, tale da sollevare un Org gigante con una mano sola). Ama il calcio e sogna di diventare un giorno un giocatore professionista; quando ha l'occasione di entrare in una squadra molto forte rifiuta di presentarsi al provino, perché capisce che essere un Ranger è più importante e che potrà dedicarsi al calcio solo quando avrà finito la sua missione. Il calcio è l'unica cosa che ama più delle ragazze, sulle quali fa facilmente colpo grazie al suo aspetto. Appare inizialmente egocentrico e superficiale; cancellerà il primo difetto grazie ai suoi nuovi amici e al suo compito di Ranger; il secondo lo cambierà grazie a una ragazza, Krista, tanto bella quanto sensibile e profonda, che ama la natura e si dedica con molta dedizione all'ambientalismo. Quando la ragazza prende atto della superficialità di Conner si arrabbia con lui, ma viene rapita da Zeltrax. Il desiderio di Conner di salvarla gli fanno raggiungere il livello del Potere Triassico senza l'energia trasmessagli da Ethan e Kira, e si spinge anche oltre arrivando al livello Battlizer. Alla fine le dirà di volere provare a cambiare il proprio carattere e lei gli darà una seconda occasione. Alla fine della serie andranno a un ballo insieme, a dimostrazione di quanto Conner sia cambiato. La dinogemma gli dona il potere della super velocità.
- Ethan James, interpretato da Kevin Duhaney, doppiato da Davide Perino.
Blue Dino Ranger; potere del triceratopo, adora i libri e i videogiochi. Con i computer è abilissimo e vuole diventare il ricco proprietario di un'azienda di software. Smetterà anche di farsi prendere in giro da un bullo compagno di squadra di Conner, ma senza usare i suoi poteri, bensì aiutandolo a capire come calciare meglio il pallone, tanto che quest'ultimo si scuserà con lui. Alla fine troverà anche una ragazza carina e appassionata di videogiochi e film quanto lui, abbandonandosi per una volta al conformismo e andando al ballo insieme. La sua Dinogemma gli ha dato il potere della forza, che rende le sue braccia forti come le zampe di un triceratopo.
- Kira Ford, interpretata da, Emma Lahana, doppiata da Domitilla D'Amico.
Yellow Dino Ranger; potere dello pterodattilo. Adora cantare e suonare la sua chitarra, cantava insieme a una sua coetanea divenuta una star del pop divenuta snob e superficiale, ma che cambierà ricordandosi com'era una volta quando le importava delle persone grazie a Kira. Spesso si esibisce nel locale di Hayley e vorrebbe diventare una stella nel mondo della musica. La sua dinogemma gialla le ha donato il potere di emettere potentissime onde soniche dalla bocca. Il personaggio ricompare in Power Rangers Operation Overdrive nel doppio episodio Ranger per sempre.
- Thomas "Tommy" Oliver, interpretato da Jason David Frank, doppiato da Roberto Certomà.
Black Dino Ranger e mentore del gruppo. In passato ha fatto parte del primo gruppo di Power Ranger come Green e poi come White Ranger, diventando poi lo Zeo Ranger V-Red in Power Rangers Zeo e (prima del suo ritiro) il Red Ranger Turbo in Power Rangers Turbo. Hailey lo definisce come il Ranger migliore di tutti. Ha la dinogemma nera che gli dona il potere dell'invisibilità e il suo simbolo è il brachiosauro. Nella vita di tutti i giorni fa il professore di scienze e storia.
- Trent Fernandez-Mercer, interpretato da Jeffrey Parazzo, doppiato da Simone Crisari.
White Dino Ranger; dopo un primo tempo in cui è nemico dei Ranger a causa della parte malvagia della dinogemma, diventa così forte da battere tutti gli altri Ranger senza alcuna difficoltà. Quando viene rapito da Mesogog (alter ego di suo padre) un incidente annienta la parte malvagia della sua gemma e lui torna in sé; successivamente si schiera con gli altri Ranger. Zeltrax recupera un pezzo di un mostro che raddoppia le cose e clona il White Ranger, però siccome il clone ha solo metà poteri decide di distruggere il vero White Ranger (Trent) per avere tutti i suoi poteri. I due si scontrano in un duello ed esce Trent, il vero White ranger, come vincitore. È un ragazzo normale, con un grandissimo talento nel disegno e con una cotta per Kira, a cui chiede aiuto quando la parte malvagia non è ancora padrona di lui. Ha la dinogemma bianca del drago e il potere del camaleonte.

### Cattivi
- Mesogog, interpretato da Latham Gaines, doppiato da Saverio Indrio.
L'antagonista principale, con l'aspetto simile a un dinosauro in posizione eretta. È l'alter ego di Anton Mercer, miliardario che collaborò con Tommy alla creazione dei DinoZord e padre adottivo di Trent. È Nella prima parte della battaglia finale riesce a separarsi dal suo alter ego umano e poi costruisce un potente cannone capace di trasformare gli umani in dinosauri con il potere delle dinogemme, ma i Ranger colpiscono il suo laboratorio con una loro arma al plasma distruggendolo, dando per morto Mesogog. Ma poco dopo la sconfitta di Zeltrax e il sacrificio degli Zord Mesogog ricompare compiendo la sua ultima e terrificante mutazione. Viene distrutto definitivamente con una potentissima onda di energia a forma di T-rex creata dal potere della dinogemma del Red Ranger unita con quelle degli altri quattro Ranger. Fatto questo i Rangers perdono per sempre i loro poteri, ma lo sconfiggono furiosamente nella battaglia finale.
- Elsa, interpretata da Miriama Smith, doppiata da Antonella Baldini.
Una delle terribili e infide generali di Mesegog, che si nasconde nel liceo di Reefside sotto l'identità della brusca preside Randall. È lei che crea i mostri guerrieri per Mesogog, ma viene sempre punita per i continui fallimenti delle sue creazioni.
Nella battaglia finale contro i Ranger Mesogog decide di punirla definitivamente per i suoi fallimenti privandola della sua energia malefica (usata per caricare un'arma in grado di trasformare gli umani in dinosauri), facendola così ritornare umana.
 Priva dei suoi ricordi riprende il suo ruolo di preside.
- Zeltrax, interpretato da James Gaylyn, doppiato da Oreste Rizzini.
Un combattente dall'armatura nera al servizio di Mesogog e arrabbiato con i Ranger. Si scoprirà che un tempo Zeltrax era Terrence Smith, ex collaboratore di Tommy gravemente ferito in un incidente. Nella prima parte della serie viene sconfitto da Tommy, ma poi ritorna in vita e ha il potere di evolversi in una versione più potente e terrificante, ma nella battaglia finale viene sconfitto definitivamente da Tommy e Kira.
- Lothor, interpretato da Grant McFarland, doppiato da Massimo Corvo.
Quando Lothor riemerge dagli Abissi del Male si finge Sensei e usa le sue monete del potere per comandare Shane, Tori e Dustin, che combatteranno contro i Dino Ranger ma per colpa del Samurai Ranger (Cam) e dei Thunder Ranger (Hunter e Blake) il suo piano fallisce. Egli forma un'alleanza con Mesogog per sconfiggere sia i Ninja Storm Ranger che i Dino Thunder Ranger. Quando Lothor non riesce a sconfiggere le due task force Mesogog lo imprigiona in un vaso con il suo potere mentale.
- Zurgane.
Uno dei generali di Lothor, che riemerge anch'egli con il suo padrone dagli Abissi del Male per sconfiggere i Ranger. Viene sconfitto dapprima dal Black Ranger e poi dai Thunder Ranger.

### Altri personaggi/alleati
- Hayley Ziktor, interpretata da Ismay Johnston, doppiata da Barbara De Bortoli.
Proprietaria del Cyberspace Cafè e consulente tecnico dei Ranger. Il suo cognome è un riferimento a Karl Ziktor, antagonista della serie VR Troopers prodotta dalla Saban (prima casa produttrice dei Power Rangers).
- Cassidy Agnes Cornell, interpretata da Katrina Devine, doppiata da Rachele Paolelli.
L'invadente reporter del liceo di Reefside. Il suo scoop principale è di trovare la vera identità dei Power Ranger. Ci riesce filmando i ragazzi che si trasformano durante il duello finale com Mesogog ma, nonostante questo, regala la cassetta ai ragazzi rinunciando allo scoop della sua vita, perché sa che l'amicizia è più importante dei suoi successi. Poi accetta l'invito al ballo scolastico da parte di Devin.
- Devin Del Valle, interpretato da Tom Hern, doppiato da Luigi Ferraro.
L'imbranato cameraman e amico di Cassidy, innamorato di lei per questo, è quasi un leccapiedi per Cassidy, ma alla fine quest'ultima accetta il suo invito al ballo scolastico.
- Anton Mercer, interpretato da Latham Gaines, doppiato da Saverio Indrio.
Algido padre adottivo di Trent e alter ego di Mesogog. Alla fine lui e Mesogog si separeranno in due entità distinte, e sembrerà instaurare un buon rapporto con Elsa, una volta ritornata umana.

## Trasformazioni
I cinque protagonisti si possono trasformare in Power Ranger grazie al potere delle dino gemme. A quello stadio possono aumentare il loro potere arrivando alla modalità superdino, dove appaiono aculei bianchi (o gialli) su tutto il corpo, anche se la forma può cambiare di Ranger in Ranger. Questa modalità ha numerose varianti:
- Superdino max power: è la modalità superdino alla massima potenza. Gli aculei diventano viola e si possono allungare a dismisura. Viene usata soltanto una volta;
- Superdino gem: è la modalità che usa direttamente il potere delle gemme. Gli aculei diventano gialli lucenti e il potere fisico sale. Viene usata soltanto una volta;

Dopo la modalità superdino il red ranger Conner, grazie allo scudo del trionfo, acquisisce il potere triassico e raggiunge un nuovo livello di forza, dove ha una dimensione tutta sua. Inoltre si può ulteriormente trasformare nella modalità "Battlizer", dove diventa potentissimo e può eseguire colpi come la "girandola del dragone" o (il suo colpo più forte) "l'iperraggio".